# Hervé Mazzon
Hervé Mazzon est un ancien joueur puis entraîneur français de volley-ball né le 12 juin 1959 à Paris. Il est le recordman des sélections en équipe de France avec 417 capes.
C'était un joueur polyvalent spécialiste des attaques rapides.

## Biographie
De 1984 à 1986, il fait partie de l'équipe de France, avec Alain Fabiani, Philippe Blain ou encore Laurent Tillie, qui se prépara sous forme de commando en vue du championnat du monde 1986 qui s'est déroulé en France,.
Après sa carrière de joueur, il devient entraîneur de Clamart (Pro F, de 1994 à 1996), du pôle France (cadettes et juniors, de 1996 à 2001) et de Villebon, de 2006 à 2007,.
Il est aujourd’hui professeur a l’université Paris Saclay sur le campus d’Orsay dans la section science du sport, anciennement STAPS.

## Clubs (joueur)
| Club         | Pays   | De        | À         |
| ------------ | ------ | --------- | --------- |
| AS Fréjus    | France | 1986-1987 | 1990-1991 |
| JSA Bordeaux | France | 1991-1992 | 1991-1992 |

## Clubs (entraîneur)
| Club                                 | Pays   | De        | À         |
| ------------------------------------ | ------ | --------- | --------- |
| CSM Clamart                          | France | 1994-1995 | 1995-1996 |
| Pôle France (cadettes et juniors)    | France | 1996-1997 | 2000-2001 |
| RC Villebon 91                       | France | 2006-2007 | 2006-2007 |
| Stade Français (Directeur technique) | France | 2008-2009 | 2009-2010 |

## Palmarès
- Championnat de France : 1984, 1987, 1988, 1989
- Coupe de France : 1984, 1986, 1987, 1989, 1991
- Vice Champion d’Europe en 1990

Équipe de France :
- Championnat d'Europe
  - 3e : 1985
  - Finaliste : 1987